# Костополь
Косто́поль (укр. Косто́піль) — город в Ровненском районе Ровненской области Украины. Административный центр Костопольской городской общины.

## Географическое положение
Расположен на реке Замчисько в 35 км к северу от областного центра Ровно.

## История
Основан в конце XVIII века. Первоначальное название города — Остлец Вельки или Остальцы упоминается в реестрах 1648 года. Город основан 14 ноября 1783 за привилегией польского короля Станислава Понятовского в ответ на просьбу Леонарда Ворцеля. Новый населённый пункт был назван Костополь (иначе Костполь).
В XIX веке являлся местечком Ровенского уезда Волынской губернии Российской империи. В 1895 году здесь насчитывалось 102 двора и 895 жителей, действовали две водяные мельницы и несколько торговых лавок, а также вели добычу базальта.
В январе 1918 года в Костополе была установлена Советская власть, но в феврале 1918 года его оккупировали австро-немецкие войска (которые оставались здесь до ноября 1918 года), в дальнейшем он оказался в зоне боевых действий гражданской войны. После окончания советско-польской войны Костополь остался в составе Волынского воеводства Польши и в январе 1923 года получил статус города.
В сентябре 1939 года вошёл в состав УССР и получил статус города районного подчинения. Также, в 1939 году здесь началось издание районной газеты.
В ходе Великой Отечественной войны с 1 июля 1941 до 14 января 1944 года находился под немецкой оккупацией.
Во время оккупации еврейское население подвергалось различным преследованиям со стороны немцев и было заключено в гетто. 16 августа 1941 года было расстреляно 480 евреев, а 10 ноября 1941 года ещё около 1500. 26 августа 1942 года немцы ликвидировали гетто, расстреляв около 2500 евреев в лесу в 6 км от Костополя.
22 февраля 1943 года немцы арестовали командующего Армии Крайовой в Костополе, Владислава Грабовского «Дебу» вместе с ещё около 50 поляками, которых впоследствии расстреляли
С марта 1943 года Костополь был убежищем для польских беженцев, которые спасались от террора со стороны украинских националистов на Волыни. В городе с мая 1943 дислоцировался польский 202-й батальон шуцманшафта, который защищал население и боролся с УПА в лесах в вокруг города. Немцы систематически перевозили беженцев на принудительные работы в нацистскую Германию.
9 января 1944 партизаны из соединения С. Ф. Маликова вышли к райцентру, блокировали и атаковали немецко-полицейский гарнизон Костополя. В ночь на 14 января 1944 года они заняли райцентр и удержали его до подхода частей 121-й гвардейской стрелковой дивизии РККА.
В 1952 году город являлся центром лесной и деревообрабатывающей промышленности, здесь действовали домостроительный комбинат, фанерный завод, стекольный завод, обозный завод, педагогическое училище, две средние школы, Дом культуры, три библиотеки, два клуба и стадион.
В 1970 году численность населения составляла 17,6 тыс. жителей. Город являлся центром лесной и деревообрабатывающей промышленности, здесь действовали домостроительный комбинат, завод столярных инструментов, завод базальтовой крошки, стеклозавод, мебельная фабрика и медицинское училище.
В начале 1981 года здесь действовали домостроительный комбинат, комбинат строительных материалов, завод «Стройинструмент», завод базальтовой крошки, кирпичный завод, завод стеклоизделий, мебельная фабрика, галантерейная фабрика, райсельхозтехника, лесхоззаг, комбинат бытового обслуживания, 9 общеобразовательных школ, музыкальная школа, спортивная школа, медицинское училище, больница и 12 лечебных учреждений, Дом культуры, 8 библиотек, кинотеатр и три клуба.
В январе 1989 года численность населения составляла 31 610 человек, в это время крупнейшими предприятиями являлись мебельная фабрика, домостроительный комбинат и стекольный завод.
В мае 1995 года Кабинет министров Украины утвердил решение о приватизации находившихся в городе стеклозавода, домостроительного комбината, мебельной фабрики, завода теплоизоляционных материалов, АТП-15638, предприятия по производству комбикормов и райсельхозхимии, в июле 1995 года было утверждено решение о приватизации хлебозавода.
В мае 1997 года по решению Кабинета министров Украины Костопольское медицинское училище было преобразовано в филиал Ровенского медицинского училища, а профессионально-техническое училище № 14 — ликвидировано.
В ходе административно-территориальной реформы в Украине, в 2020 году Костопольский район был упразднён, а город стал административным центром Костопольской городской общины Ровненского района.

## Население
По состоянию на 1 января 2023 года численность населения остаётся на том же уровне что и в 2022 году.

### Языковой состав
Родной язык населения по данным переписи 2001 года:
| Язык       | Численность, чел. | Доля     |
| ---------- | ----------------- | -------- |
| Украинский | 29 343            | 97,28 %  |
| Русский    | 742               | 2,46 %   |
| Другие     | 78                | 0,26 %   |
| Итого      | 30 163            | 100,00 % |

## Промышленность
- Ветеринарно-санитарный завод[20], мебельная фабрика, стекольный завод, завод продтоваров, деревообрабатывающая и лесная промышленность.
- АО «Семья» (до 2010 года «Костопольский завод продтоваров»), производящее кондитерские изделия.
- Костопольская мебельная фабрика
- Деревообрабатывающий завод компании «Украинские лесопильные», специализирующийся на производстве сосновых пиломатериалов, предназначенных для изготовления мебели, столярных изделий и стройматериалов[21].

## Транспорт
Железнодорожная станция Костополь на линии Ровно — Сарны Львовской железной дороги.
В 2021 году город приобрел шесть новых автобусов и впоследствии (впервые в области) ввел электронные билеты в общественном транспорте.

## Галерея
- Городской совет
- Церковь Александра Невского
- Католический собор
- Река Замчиско в Костополе
- Стадион «Колос»